# 눈 색깔
눈 색깔은 유전성의 신체적 특징이며, 인간의 경우 홍채(虹彩)에 있는 멜라닌 세포가 만들어내는 멜라닌 색소의 비율에 의해 결정된다. 홍채 상피세포(上皮細胞)의 멜라닌 함유량, 홍채의 기질(基質; 스트로마(stroma))에 있는 멜라닌 함유량, 그리고 홍채 기질의 세포 밀도가 눈 색깔을 구성하는 세 가지 요인이다. 멜라닌 색소는 기본적으로 검은색이며 개체의 눈의 색이 어떤 색이든지 검은색은 포함되게 되어 있지만, 일반적으로 "눈의 색"으로서 우리가 인식하는 것은 홍채 기질 안의 멜라닌 색소다. 기질의 세포 밀도는 빛 흡수량의 결정 요인이다. 

## 개요
눈 색깔은 2개 이상의 유전자가 서로 영향을 주어 나타나는 유전성의 신체적 특징의 하나다. 2개의 주요 유전자와 그 이외에 여러 가지 색을 만들어 내는 부수적인 유전자가 있다. 현재 알려져 있는 바로서 인간의 눈 색깔을 결정하는 유전자는 EYCL1, EYCL2, EYCL3 등의 3개가 있으며 이 유전자들이 갈색·녹색·파랑의 표현형으로 나타나는 눈 색깔을 결정한다. 눈 색깔은 생후 6개월경에 확정된다.

## 색깔의 분류

### 갈색

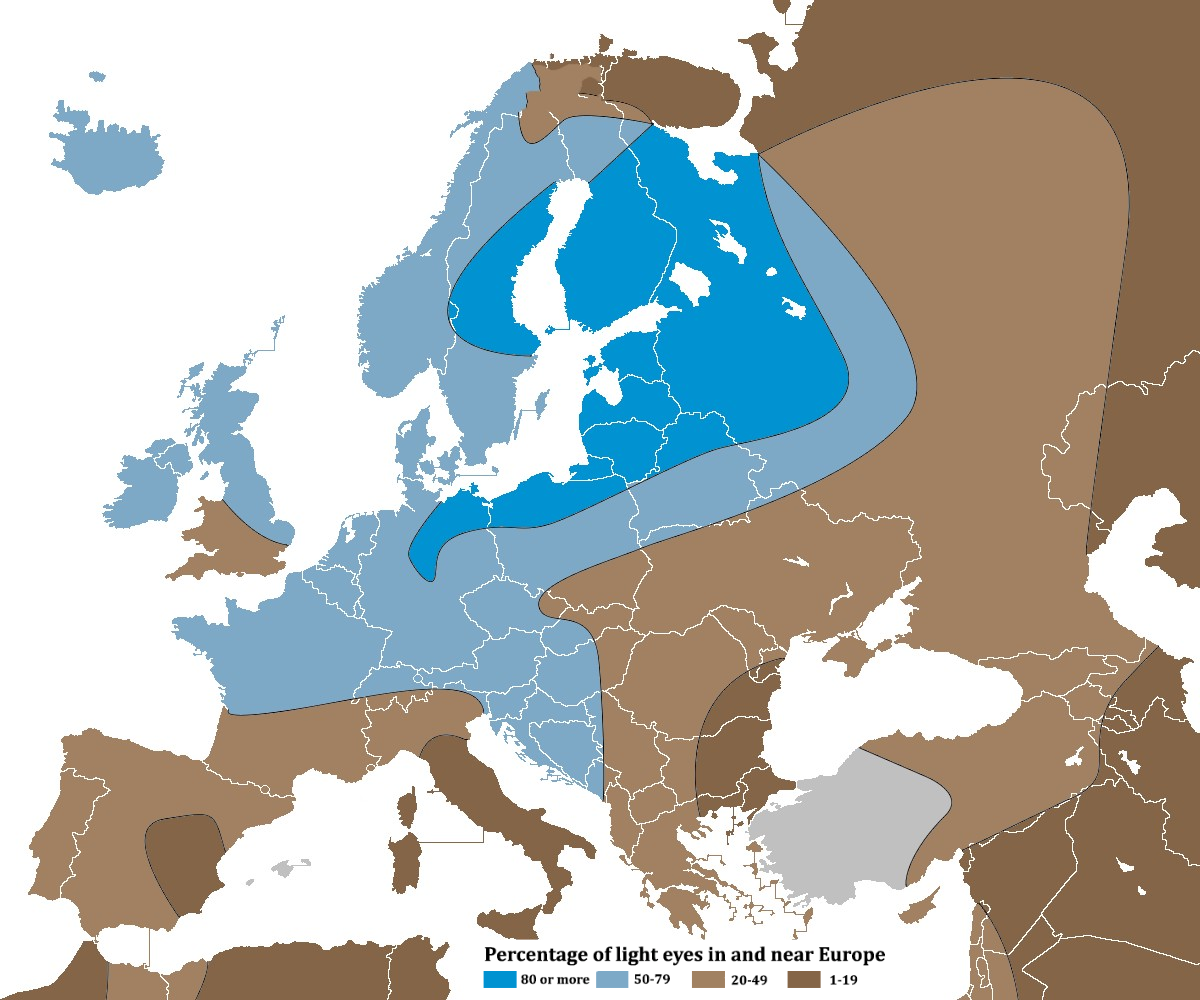

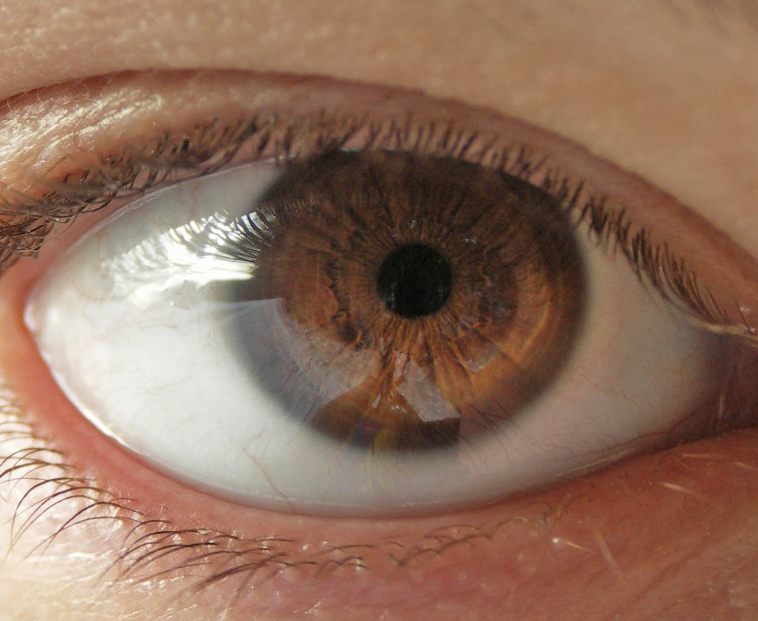
갈색 눈

갈색 눈은 홍채 기질(基質)에 다량의 멜라닌 색소가 함유되어 있는 경우다. 가장 흔한 눈 색깔로서 세계 인구의 절반 이상이 갈색의 눈을 갖고 있으며, 한국인은 전부라고 해도 좋을 정도로 대부분이 갈색 눈을 갖고 있다. 남유럽 사람들도 상당수가 이 갈색 눈을 가지고 있지만 핀란드나 에스토니아, 라트비아 등 발트해 연안의 나라들에서는 가장 적게 나타난다.
'갈안'이라고도 한다.

### 헤이즐색

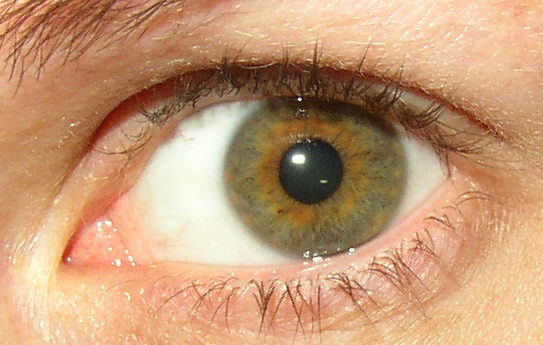
헤이즐넛색 눈

헤이즐색의 눈은 레일리 산란(散亂)과 적당한 양(量)의 멜라닌 색소에 의해 나타난다. 갈색·녹색·파랑의 3종의 색 분류에 의한 연구에 의하면 헤이즐넛색은 밝은 갈색과 어두운 녹색의 중간색이기 때문에 때로는 두 가지 색으로 보이는 일이 있다. 즉 태양빛 아래에서 보았을 때, 동공(瞳孔)에 가까운 부분이 밝은 갈색으로, 그 주위가 어두운 녹색으로(또는 그 반대로) 보이게 될 수 있다. 이 눈 색깔은 중동의 몇몇 지역, 유럽, 북아메리카, 중앙아시아의 일부 지방, 인도 북부의 일부 지방, 파키스탄 북부, 이란, 그리고 아프가니스탄에서 주로 나타난다.

### 호박색

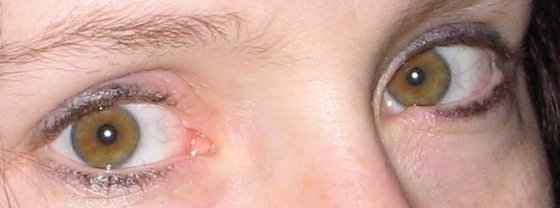
호박색 눈

호박색 눈은 짙은 노란색/금색 및 적갈색을 띤다. 리포크롬(lipochrome)이라는 노란색 색소가 침전되어 나타나는 색으로, 통칭 "늑대의 눈(Wolf eyes)"이라고 불린다. 이것은 늑대들 중에 호박색 눈이 많기 때문이다. 보통 우리가 노란 눈이라고 부르는 눈 색의 명칭이지만 고양이과 동물 등에게 나타나는 샛노란 색은 인간에게는 나타나지 않는다.

### 녹색

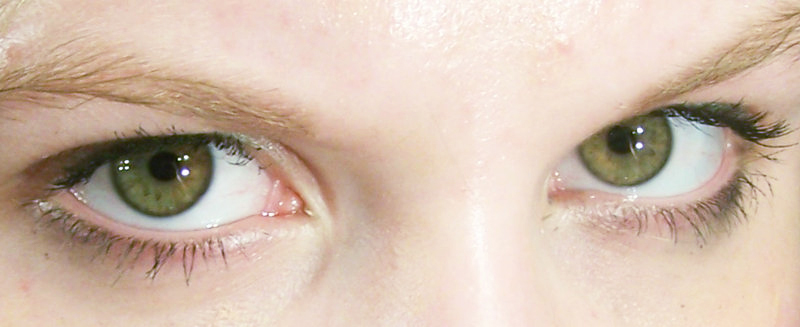
녹색 눈

녹색 눈은 적당한 양의 멜라닌 색소에 의해서 형성된다. 이 색깔은 인간의 눈 색깔 중 극히 드문 색 중의 하나로서 전 인류의 1~2%만이 이 눈 색깔을 갖고 있다. 녹색 눈은 남유럽이나 중동, 중앙아시아에서도 다소 볼 수 있지만 대부분은 북유럽에 집중되어 있다. 아이슬란드에서는 인구의 88%가 녹색이나 파란색의 눈을 가지고 있고 스웨덴, 덴마크, 노르웨이, 네덜란드 등에도 녹색 눈을 가진 사람이 상대적으로 많다.
북부와 중부 유럽에서 가장 흔한 눈색깔이다. 또한 남부 유럽과 북아프리카에서도 찾아볼 수 있다. 아이슬란드에서 남성의 87%와 여성의 89%가 녹색이나 푸른색 눈색깔을 가지고 있다. 아이슬란드와 네덜란드의 성인을 대상으로 한 연구는 녹색 눈이 남성보다 여성에게서 더 흔하다는 것을 보여준다. 유럽계 미국인에게서 녹색 눈은 켈트 및 게르만 혈통을 가진, 미국 인구의 16%의 사람들 중에서 가장 흔하다. '녹안'이라고도 한다. 

### 회색

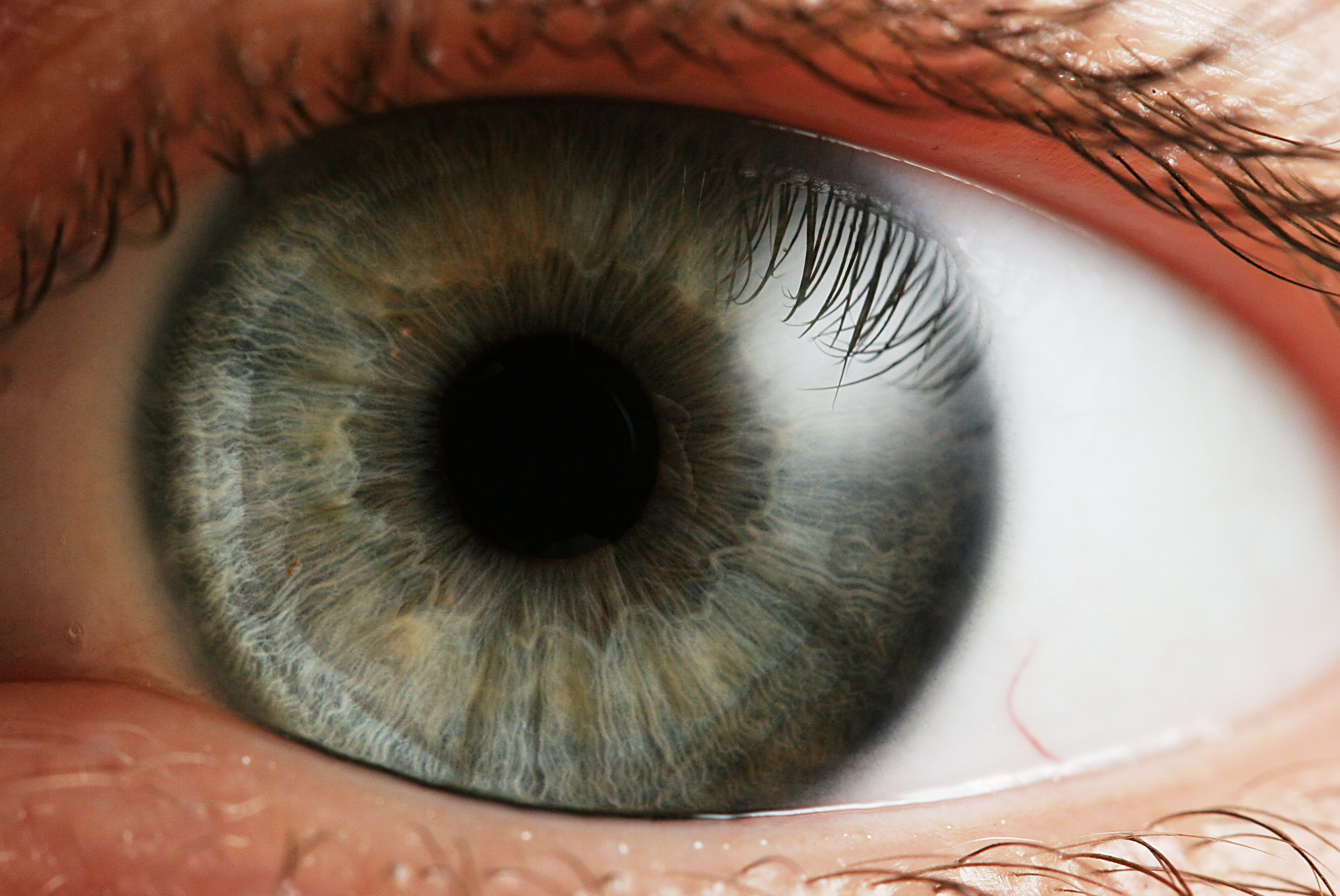
회색 눈

회색의 눈은 파란 눈에 비해 멜라닌 색소의 비율이 낮지만, 때로 어두운 청색으로 생각되기도 한다. 러시아, 핀란드, 발트해 연안의 나라들에서 많이 볼 수 있다. 또한 알제리 베르베르인뿐만 아니라 중동, 중앙 아시아 및 남아시아의 일부에서도 볼 수 있습니다. 회색 눈을 가지는 사람은 전반적으로 색소가 현저하게 결핍된 경우가 많아 피부는 매우 희고, 머리카락은 금발이나 붉은 색 등인 경우가 많다.

### 파란색

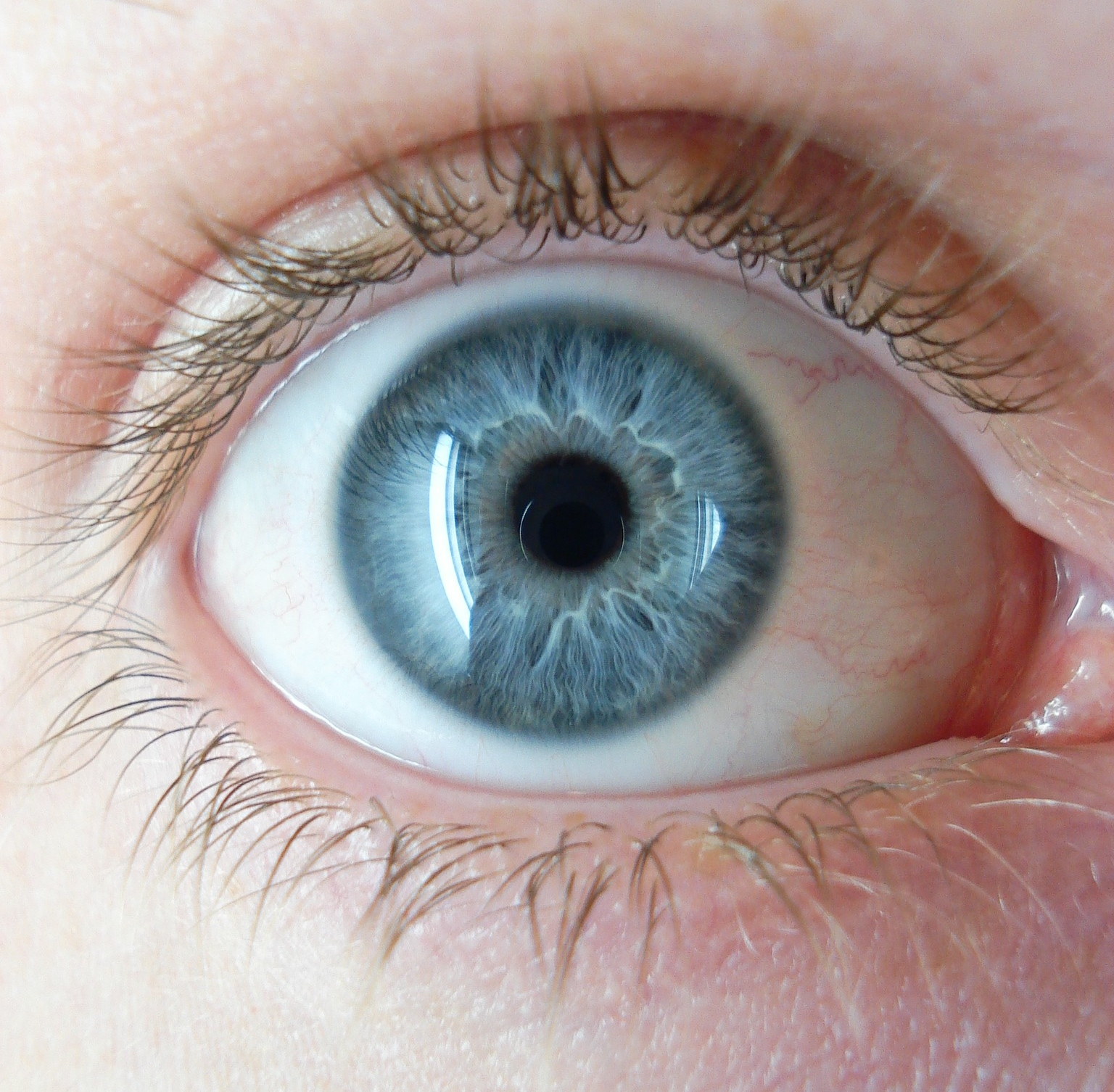
파란 눈

파란 눈(碧眼)은 유전학적으로 열성(劣性)인 형질이지만, 세계적으로 갈색 눈 다음으로 흔하게 나타나는 눈 색깔이다. 이 눈 색깔은 홍채 기질 내 멜라닌 함유량이 매우 적다. 파란 눈은 발트 3국, 북부 유럽, 중부 유럽, 동부 유럽, 러시아에서 가장 흔하게 나타난다. 또 남유럽이나 발칸반도, 중동에도 있으며 아프가니스탄, 이란, 인도에서도 볼 수 있다. 또한 레반트지역, 특히 유대인 인구가 많은 이스라엘에서도 상당수가 나타난다. 현대의 많은 유대인은 중부, 동부 유럽에 살던 아슈케나즈 계통이다(우크라이나 유대인의 53.7%가 푸른 눈동자를 가지고 있다.).
에스토니아에서는 인구의 99%가 푸른 눈동자를 가진다는 발표가 있었다. 30년 전 덴마크에서는 인구의 8%만이 갈색 눈동자를 가졌으나, 외국으로부터의 인구유입에 따라 오늘날에는 11%로 늘었다. 독일인의 75%는 푸른 눈동자를 가진다. 세계를 통들어 1억 5천만 명(세계인구의 2.2%)만이 눈동자가 푸르다.
2002년의 발표에 의하면 미국에서 1936년부터 1951년 사이에 태어난 백인의 33.8%만이 파란 눈을 가진 것으로 나왔는데, 이 수치는 1899년부터 1905년에 태어난 백인의 파란 눈의 비율 57.4%에 비하면 크게 줄어든 것이다. '벽안'이라고도 부른다.

유럽인들 중에서도 유독 흰 피부에 파란 눈은 고대 북유럽 바이킹족에게서 나타났으며  이는 바이킹족이 거주하던 현재 스웨덴 지역에 석회암 채굴지역이 있고 그 일대가 석회수의 석회 함량이 높기 때문이다. 석회수의 식수로의 음용과 채소가 재배되고 육류로 사용되는 동물들이 다량의 석회성분이 함량된 식수를 먹고 자라 그것이 사람의 인체에 쌓이고 영향을 미쳐 흰빛깔의 피부와 파란 홍채가 되도록 하였다. 결국 인간의 피부색과 눈동자 색은 자연환경에 따른 삶과 음식의 변화로 차이가 발생되는 것이다.

### 보라색
보라색 눈은 빨간 색과 파란 색의 혼합에 의해 나타난다. 색소가 결핍된 알비노인 사람이 이 색깔의 눈을 가지는 경우가 있다.

### 빨간색
사람의 눈은 어떤 조명 조건 하에서는 눈동자가 붉은 색으로 보일 수 있다. 진짜 붉은 눈동자를 가진 사람 역시 알비노인 사람에게서 나타날 수 있지만 그 비율은 매우 적어, 빨간 눈을 가진 사람은 전 세계 인구의 0.001%에 불과하다. 또한 빨간 눈의 빨간색깔은 눈의 핏줄이 통과되어 보이는 원리로 빨갛게 보이는 것이기 때문에 햇빛에 약하다.
'적안'이라고도 한다.

## 같이 보기
- 피부색
- 홍채학